# Kőszegi-hegység
A Kőszegi-hegység (németül Günser Gebirge vagy Günser Bergland, horvátul Kiseško gorje) az Alpokalja egyik kistája, harmadrészben Vas vármegye, kétharmad részben az ausztriai Burgenland (Őrvidék) területén. A Magyarországra eső, 58 km²-nyi területű, erősen tagolt, zárt középhegységi tömböt keletről és délről a Kőszeghegyalja fennsíkja, Ausztria területén délnyugatról a Felső-Őrség, északnyugatról a Borostyánkői-hegység, északról a Bucklige Welt és a Pulyai-medence határolja. Legmagasabb csúcsa a magyar–osztrák határon emelkedő 882 méteres Írott-kő, amely egyben a Dunántúl legmagasabb pontja.
Egyes földrajztudományi tájfelosztások a Kőszegi-hegység részeként kezelik az ausztriai Borostyánkői-hegységet is, míg az ellenkező nézetet vallók azzal érvelnek, hogy a Gyöngyösfői-hágó két, szerkezetileg elkülönülő tájra osztja a Keleti-Alpok eme vonulatait. Ez utóbbi, elfogadottabb álláspont szerint a Kőszegi-hegység csupán a hágótól keletre elterülő hegységtömböt foglalja magába.
A Kőszegi-hegység tektonikai ablak, a rohonci ablakcsoport (Möltern, Borostyánkői-hegység, Kőszegi-hegység, Vas-hegy) része, ahol a későbbi rétegek lepusztulása miatt a környezetüknél régebbi kőzetek találhatók a felszínen.
A pusztán magyarországi kontextusban kidolgozott Magyarország földrajzi kistájainak katasztere a határon átívelő Kőszeg–Rohonci-hegység Magyarországra eső egyharmadát fogja fel Kőszegi-hegységként.

## Földtan és domborzat

A Kőszegi-hegység magyar részének térképe

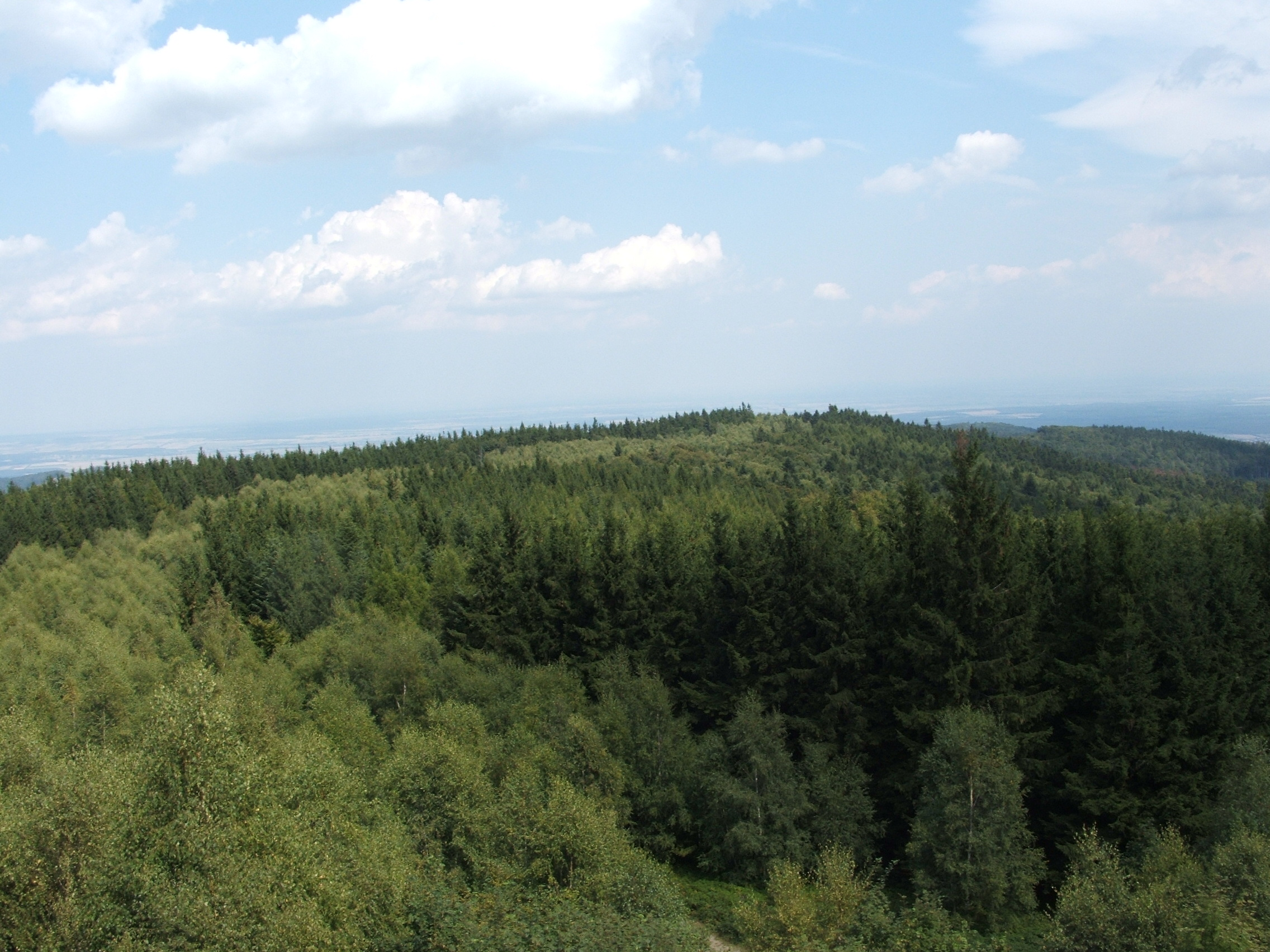
Az osztrák-magyar határ az Írott-kői kilátóból nézve

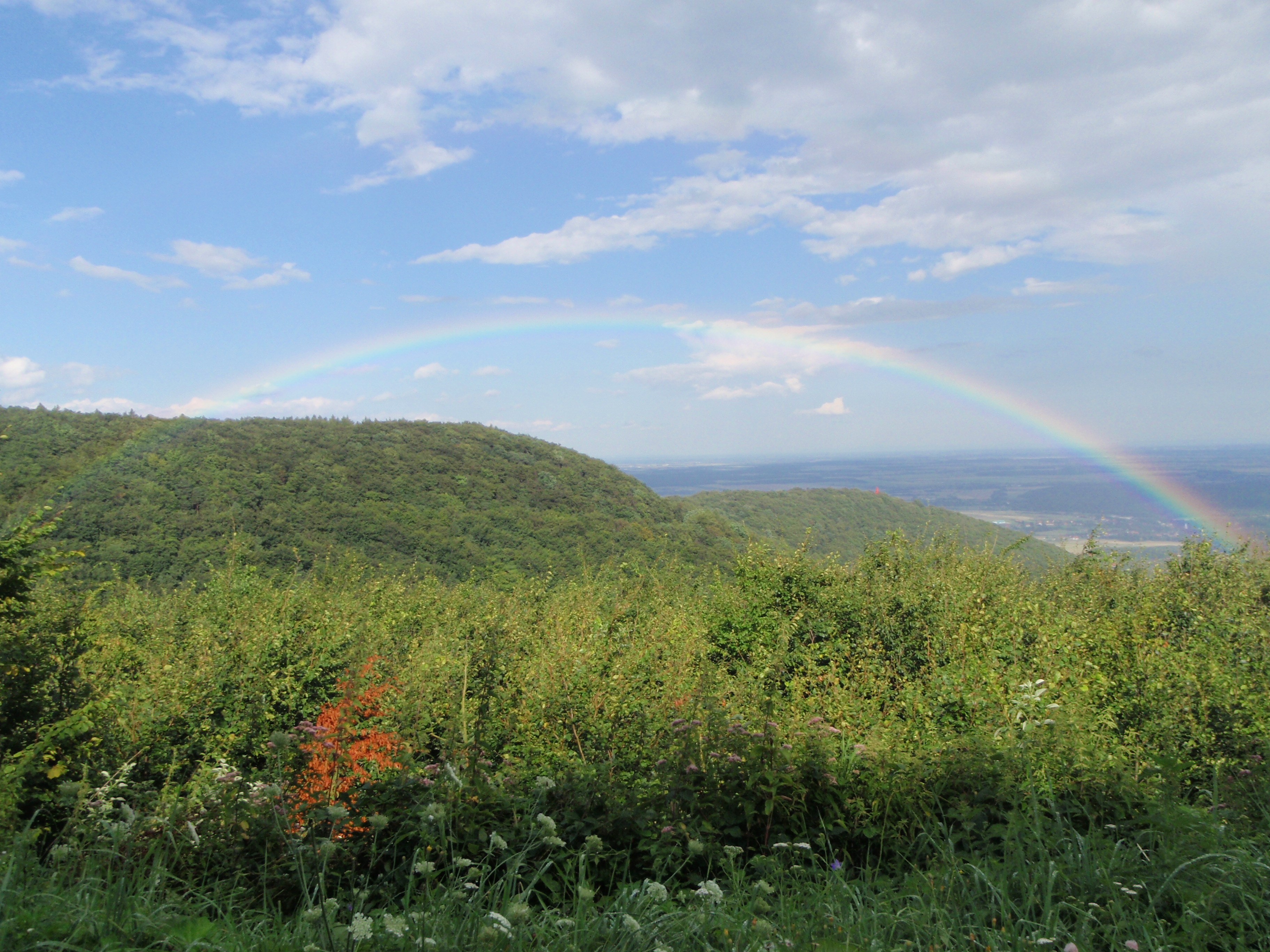
Kilátás a Kőszegi-hegységről Velem felett

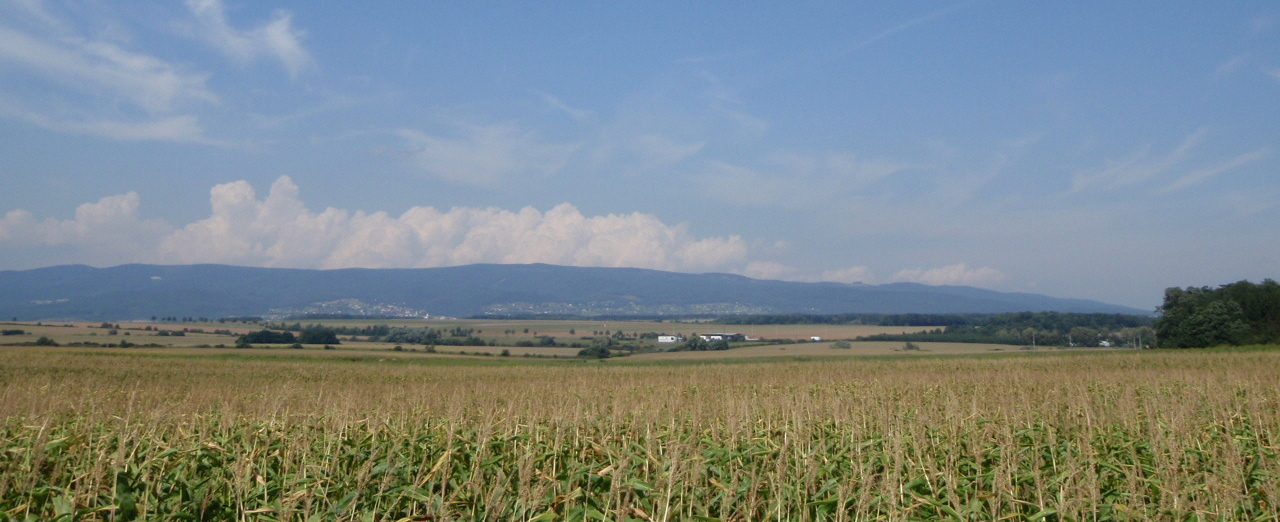
A Kőszegi-hegység vonulata Narda felől

A hegység kőzetei a középső jurában szétnyíló Pennini-óceánágban keletkeztek. A felgyűrődött alaphegység jura és alsó kréta kori metamorfitösszletből, kristályos palából (kvarcfillit, mészfillit, zöldpala stb.), agyagpalából, homokkőből és gneiszből épül fel, illetve Cák térségében jellemző kőzetalkotó elem a dolomitkonglomerátum. A későbbi korokban a hegységre rakódott képződmények lepusztultak, így a Kőszegi-hegység – a közeli Vas-hegyhez hasonlóan – tektonikai ablak.
A hegység felszíne rendkívül tagolt, tönklépcsők, hegygerincek, mállási folyamatok eredményeként létrejött gombasziklák és rétegfejek, a völgyfőkön pedig periglaciális kőtengerek, kőfolyások, törmeléklejtők teszik morfológiailag változatossá a felszínt. A Gyöngyös felső szakaszának teraszos eróziós völgye mellett 60–100 méter mélyre vágódott, szurdokszerű patakvölgyek szabdalják a kistájat (Bozsoki-völgy, Velemi-völgy, Szerdahelyi-völgy stb.).
Magyarország legnagyobb relatív reliefű hegységei közé tartozik, területének 72%-án 100 m/km²-esnél nagyobb szintkülönbség tapasztalható. A 25%-osnál meredekebb lejtők alkotják a hegység 23%-át, a 12%-osnál nagyobb lejtőkategóriába esik további 37%-nyi terület. A Kőszegi-hegység átlagos tengerszint feletti magassága 548 méter, az előzőek fényében jelentős szintmagasság-különbségekkel: a Kőszegdoroszlótól nyugatra mért 250 méteres magasság a légvonalban 7 kilométerre lévő Írott-kőig – a hegység, egyben a Dunántúl legmagasabb csúcsáig – 882 méterre emelkedik. A középhegység északkeleti irányban lejtő fő gerince az Írott-kő (882 m), Kendig (726 m), Irány-hegy (665 m), Óház-tető (609 m), Pintér-tető (497 m) vonulaton húzódik. Az ebből merőlegesen elágazó oldalgerincek közül a nevezetesebbek északnyugaton a Stájerházak (551 m), a Vörös-kereszt (467 m) és a Tábor-hegy (646 m), a Kőszeghegyalja felőli délkeleti oldalon pedig a Kalapos-kő (587 m), a Péterics (601 m), a Szent Vid-hegy (568 m), a Szabó-hegy (419 m) és a Kálvária-hegy (392 m).
Az osztrák oldal jelentős csúcsa, egyben Burgenland második legmagasabb hegye a 862 méteres Nagy Szarvaskő. A hegycsúcs az Írott-kő kilátótól nyugatra 3 km-re fekszik. Jelenleg is itt működik egy Tv torony, valamint 1955-2012 között üzemelt egy tüdő-szanatórium is.
Az Alpok SOIUSA-nak (Suddivisione Orografica Internazionale Unificata del Sistema Alpino) megfelelő felosztása szerint a Stájer Elő-Alpok része.

## Vízrajz
A Kőszegi-hegységben számos, ingadozó vízhozamú (3–25 l/min) forrás fakad. A hegység a Rába folyó vízgyűjtő területéhez tartozik. A kelet-északkelet–nyugat-délnyugati vonulatú zárt középhegységi tömböt mintegy félkör alakban fogja közre a Gyöngyös, melynek Güns nevű ága a Gyöngyösfői-hágótól északkeletre, majd a másik ággal, a Zöbern-nel Léka (németül: Lockenhaus) város területén egyesülve kelet felé, azután Kőszeg felett dél-délkeleti irányba fordul. A Gyöngyös-patak gyűjti össze a hegységből északnyugati és északi irányba folyó kisebb patakok, például a rendkívül bővízű, óház-tetői Hétforrás (450 l/min) vízét. Ugyancsak a Gyöngyös-patakba torkollik Lukácsházánál a Bozsoki-patak kivételével a hegység magyarországi területén eredő kisebb patakok vízét összegyűjtő Szerdahelyi-patak, amelynek maximális árvízi hozama eléri a 14 m³/s-ot. A Bozsoki-patak és az Ausztriában eredő Rohonci-patak (németül: Rechnitzbach) Bozsok és Bucsu községek közötti egyesüléséből keletkező Arany-patak Szombathely területén torkollik a Perint-patakba, amely Gencsapátitól a Gyöngyös-patakból elágazó mederben folyik. (A meder elágazásának nincs természetföldrajzi oka, az valószínűleg a Savariának nevezett patak mentén várost alapító rómaiak műve volt. Ma a Gyöngyös-patak Sárvárnál, a Sorokpolánytól Sorok nevet viselő Perint-patak pedig Zsennyénél ömlik a Rábába. A Gyöngyösfői-hágótól délre a Pinka patak vízgyűjtő területéhez tartozó Alszószénégetői-patak (németül: Unterkohlenstätterbach), Glasbach és Tauchenbach gyűjtik össze a Kőszegi-hegységből nyugati, délnyugati irányba induló vízfolyások vizét. A Pinka Körmend felett ömlik a Rábába.

## Éghajlat
Az Alpokalja egyéb kistájaihoz hasonlóan mérsékelten hűvös és mérsékelten nedves területeink közé tartozik, jelentős klimatikus különbségekkel az alacsonyabban és a hűvös-nedves zónába tartozó magasabban fekvő területek között. Az évi középhőmérséklet az alacsonyabb magasságokban 8,5–9,2 °C, az Írott-kő térségében 7,5–8,0 °C között alakul. Ez utóbbi területen a fagymentes időszak fél évnél rövidebb időt tesz ki (175 nap), s 15 nappal meghaladja a peremterületek fagymentes napjainak számát. Az évi napsütötte órák száma sehol nem haladja meg az 1800-at.
Az évi csapadékmennyiség átlaga 750–800 mm között alakul, az Írott-kőn jóval meghaladja a 800 mm-t, egyes források szerint eléri a 950–1000 mm-es tartományt. Az egynapi legtöbb csapadékot Kőszeg-Stájerházaknál mérték (100 mm). Az átlagos maximális hóvastagság az Írott-kő térségében 45 cm, de itt mérték a mai Magyarországra hullott legvastagabb, 151 cm-es hótakarót is.
A Kőszegi-hegység uralkodó széliránya az északi, jelentős különbségekkel a csúcsok és a szélvédettebb helyek átlagos szélsebességében.

## Talaj és növényzet

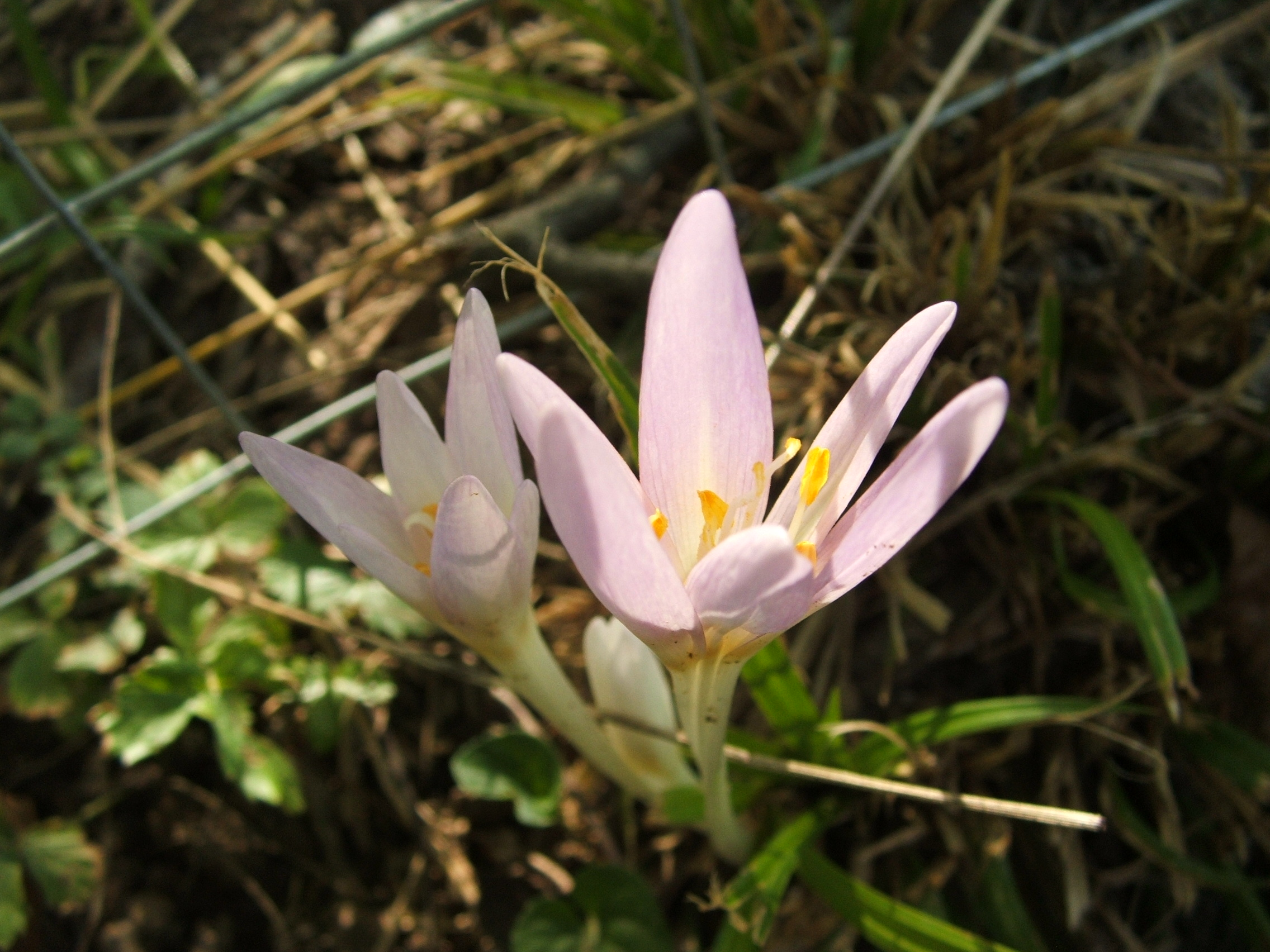
Őszi kikerics a Kőszegi-hegységben

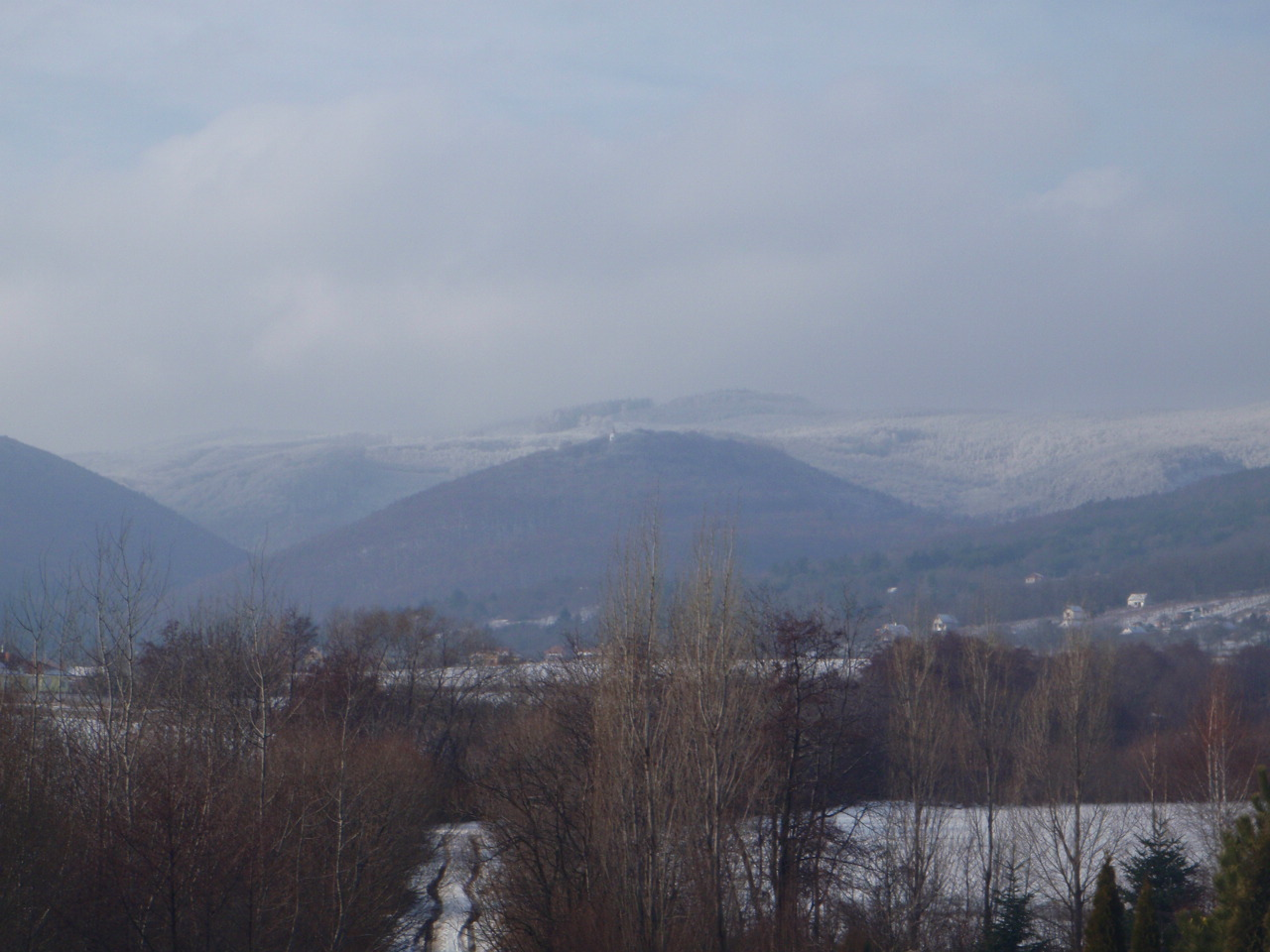
A Kőszegi-hegység télen, középen a Szent Vid-templommal

A mállott alapkőzetre (agyagpala, gneisz) savanyú, nem podzolos barna erdőtalajok települtek, ezek borítják az összterület 66%-át. Felső rétegük szerves anyagban gazdag ugyan, de savanyú kémhatásuk és kedvezőtlen vízgazdálkodásuk miatt csupán erdőgazdálkodásra alkalmasak, nagyrészt erdő borítja őket. A Kőszeg–Cák–Velem-vonaltól keletre, az összterület 33%-án agyagbemosódásos barna erdőtalajok találhatóak. Noha ugyancsak erősen savanyú és rossz vízgazdálkodású talajok, nagy részükön mégis szántóművelés folyik (búza, árpa, vöröshere, silókukorica). A Szerdahelyi-patak völgyét nyers öntéstalaj fedi (1%).
A Kőszegi-hegység potenciális erdőterület, de a sziklabércek természetes növénytakaróját különféle fátlan növénytársulások alkotják. Az erdőtársulásokat tekintve jelentős eltéréseket tapasztalni az Írott-kő és a Pintér-tető közötti fő hegygerinc két oldalán. Északi lejtőin, illetve mindkét lejtő 600 méter feletti részein a bükkösök, a déli oldal alacsonyabb területein a gyertyános-kocsánytalantölgyesek és a sziklaerdők a jellemzők. A hegység keleti peremvidékén telepített szelídgesztenyések terülnek el, de az erdőállományban is jelentős a részaránya (30%) a nem őshonos, telepített fenyőfajoknak. Gyakoriak a korábbi irtásréteken kialakult magaskórósok és erdősztyepek, a patakvölgyekben az égerligetek. A korábban nagy területeket elfoglaló hegyi rétek a hegylábi részek kivételével nagyrészt özönfajokkal beerdősültek, az értékes láprétek eltűntek. A hegység területén élő növényfaj többek közt a kígyózó korpafű (Lycopodium annotinum L.) .
Az erőteljes alpi hatás eredményeként a hegységet növényföldrajzilag a kelet-alpi flóravidék Ceticum flórajárásába soroljuk. A védett növényfajok száma 100–120 közötti. Az alpi hatást mutató elterjedtebb növények közé tartozik a keskenylevelű hölgymál, az osztrák és a havasalji tarsóka, a fehér sáfrány, valamint az erdei aljnövényzetben a bordapáfrány, a széleslevelű harangvirág, a hármaslevelű kakukktorma és a fecsketárnics. A Kőszeghegyalja felőli hegylábi részekre a másutt is megszokott középhegységi társulások a jellemzőek.
A hegység jelentős része a Kőszegi Tájvédelmi Körzet védelme alatt áll, további jelentős természeti értékei a bozsoki Sibrik-kastély ősparkja, a velemi Szent Vid-hegy jura–kréta kori metamorfkőzet-feltárása és a bozsoki kalapos kövek.
| Területhasznosítás* | Terület    | Területarány |
| ------------------- | ---------- | ------------ |
| Lakott terület      | 124,1 ha   | 2,2%         |
| Szántó              | 840,7 ha   | 14,6%        |
| Kert                | 288,5 ha   | 5,0%         |
| Szőlő               | 23,2 ha    | 0,4%         |
| Rét, legelő         | 361,3 ha   | 6,3%         |
| Erdő                | 4 132,6 ha | 71,6%        |
| Vízfelszín          | 0,0 ha     | 0,0%         |

* A területhasznosítási adatok a kistáj Magyarországra eső területére vonatkoznak.

## Népesség

### Őskori népesség
A vidék őskora, a Kárpát-medence többi részéhez hasonlóan, négy korszakra osztható: kőkorszak, rézkor, bronzkor, vaskor.

#### Kőkorszak
A kőkorszakon belül a őskőkorszak (paleolitikum) alsó és középső szakaszaiból nincsenek emberi tevékenységre utaló jelek a vidéken. Felső paleolitikumi kőeszközöket is csak szórványosan találtak Gencsapáti mellett, a jégkorszakbeli meleg vizű források környékén. Középső kőkorszakbeli (mezolitikum) leletek Vas-megyéből nem ismertek, de a szubalpin területek vegetációjának a Kr. e. 8. évezred végén és a 7. évezred elején bekövetkezett változása, ezen belül a mogyoró terjedése már emberi beavatkozásra utal. Továbbá Lukácsháza határában előkerült az újkőkorszakban (neolitikum) nyersanyagként használt a Bakony-hegységbeli Szentgálon bányászott radiolarit (májszínű, kemény kovakő) és ha csekély arányban is, de ez a kőzet alkotta a Torony melletti hasonló korú település kőnyersanyagának egy részét is. Ezek a leletek arra utalnak, hogy voltak olyan mezolit népcsoportok amelyek a szentgáli kőzetet eljuttatták a letelepedett földművesekhez. A környék első neolitikus kultúrájának kialakulásában is feltehetően szerepet játszott a Nyugat-Dunántúl mezolitikus közösségeinek életmódváltása is, áttérésük a letelepedett életmódra. Itt persze ne gondoljunk túl nagy közösségekre, a napi élet családi keretekben szerveződött és egy család fennmaradásához minimálisan 50 km2 területre volt szükség. Ez nagyságrendileg Kőszeg teljes területének felel meg.
Feltételezhetjük, hogy a Kőszegi-hegység csiszolásra kiválóan alkalmas kőzeteit már a környékbeli neolitikus települések is használták eszközkészítésre. A neolitikumot csiszolt kőkorszaknak is nevezik, mivel ebben a korszakban a kőeszközök végső alakját már csiszolással és fúrással alakították ki. A középső neolitikumtól a középső rézkorig egyrészt a Bucsu község után keletre forduló és így a mai Szombathelyre nyugat felől érkező Arany-patak, másrészt a hegységet keletről határoló Gyöngyös- (római kor előtti és római kori nevén: Savaria-) patak mentén keletkeztek emberi települések, de a hegység északi (Unterpullendorf, magyarul: Felsőpulya) és délnyugati (a Városszalónakhoz tartozó Neumartk im Tauchental, magyar nevén: Felsőkethely) előterében is megtelepedtek már a késő neolitikumban. A települések kialakulásában már a középső és a késő neolitikum közötti átmeneti időszaktól szerepet játszhatott, hogy erre haladt át az Alpokat keletről megkerülő, később borostyánútnak nevezett észak-déli útvonal.
A középső neolitikumban a Kr. e. 6. évezred utolsó negyedétől a dunántúli vonaldíszes kultúra (rövidítve: DVK) népessége telepedik meg az Arany-patak mentén, ahol a mai Dozmat, Sé és Torony községek mellett szinte egymást érik a kultúra lelőhelyei, de a Gyöngyös-patak mentén is feltártak vonaldíszes településnyomokat Lukácsháza határában a Csömötei-hegy-Kisrókás-dűlő és a Gyalogút-dűlő lelőhelyeken, valamint Kőszeg-Kőszegfalvi-rétek lelőhelyen. E kultúrával egyidős rétegekben kezdenek megjelenni a környéken a gabonapollenek, bizonyítva, hogy a DVK volt e vidék első földműves kultúrája, mint a Gellénháza-Balaton vonaltól északra, illetve nyugatra eső dunántúli területeken mindenütt. A középső neolitikum és a késő neolitikum közötti átmeneti időszakban az Észak-Dunántúlon élt népességet Sé-Lužianky csoportnak nevezik, ami egészen a Kisalföld északi határáig terjedő kulturális egységet jelez. (Lužianky, magyar nevén: Sarlókajsza, Nyitrától 5 km-re északnyugatra lévő település.) A csoport jelentős szerepet töltött be a nagy hatású lengyeli kultúrának a kialakulásában, ezért protolengyeli csoportnak is nevezik. Délen Ajka mellett tártak fel ehhez a csoporthoz tartozó leleteket. A Sé-Lužianky csoport észak-dél irányú jelentős kiterjedése arra enged következtetni, hogy a Nyugat-Dunántúlon, az Alpok előterében emberek már a lengyeli kultúra kialakulásának időszakában használhatták a később borostyánkőútnak észak-déli útvonalat. A késő neolitikumot Kr.e. 4800-tól ezen a vidéken is, mint az egész Dunántúlon, a lengyeli kultúra jellemzi. A lengyeli kultúra népessége embertanilag a DVK népességéből alakult ki, ezt támasztják alá a lengyeli kultúra csontvázainak embertani vizsgálatai (már több mint 1500 feldolgozott lelet). A környéken azonban nem teljesen békésen mehetett végbe a lengyeli kultúra megjelenése, mert a jelekből úgy tűnik, hogy a legkorábbi séi települést külső támadás pusztította el. A lengyeli kultúra I. fázisának leleteit tárták fel a Kőszegi hegység északi előterében Alsópulya mellett is. A Répce magyarországi szakaszán pedig Gór-Káptalandomb lelőhelyen. A lengyeli kultúrához köthető agyagedényeket, tűzkőeszközöket és égetett agyagtárgyakat a Kőszegi-hegységet délnyugatról határoló Tauchenbach völgyében is találtak a Városszalónakhoz tartozó Felsőkethely mellett.

#### Rézkor
A korai rézkorban továbbra is a lengyeli kultúra jellemző. Közelsége miatt megemlítendő a lengyeli kultúra Kisunyom-Nádasdi-tábla lelőhelye Szombathelytől délre, ahol egy agyagkanál nyél ellaposodott végére karcolt jeleket találtak, amelyeket Károlyi Mária régész írásjelekként azonosított. A középső rézkorban a Balaton-Lasinja kultúra jelenik meg a vidéken, melynek Kőszeg-Kőszegfalvi-rétek lelőhelyen tártak fel egy településrészletét, de e kultúra jellegzetes lelete a Velemben előkerült rézcsákány is. Velem-Szentvid régészeti anyagában megtalálhatók a rézkori kultúrák kerámiai nyomai is. A késő rézkori badeni kultúra megjelenésével jelentősen átrendeződik az addigi településszerkezet. Szombathely Herény és Olad városrészei között, azaz a Gyöngyös-patak eredeti medrében folyó Perint és az Arany-patak által félig közrezárt területen, egy frekventált nagy település alakult ki, amely körül több kisebb település nyomát tárták fel az ugyancsak Szombathelyhez tartozó, következő lelőhelyeken: Oladi plató, Reiszig-erdő alatti dűlő, Herény, Metro Áruház, Kámon. E településgóctól kissé távolabb helyezkedik el a Gyöngyös-patak mentén északra a Lukácsháza-Nagycsömötei-hegy Kisrókás dűlő, délre a Szombathely Körtés-dűlő lelőhely, illetve keletre Vátnál a Hosszú-víz két partján feltárt település lelőhelye. A badeni kultúra nyomai egy területi központ (város?) körül tudatosan kialakított településszerkezetre engednek következtetni. A badeni kultúra korát a Kr.e 3500-3100 közötti időszakra tehetjük.

#### Bronzkor
A korai bronzkori Makó-kultúrához tartozott a dozmati kőbalta csiszoló műhely, amelynek az alapanyaga főként zöldpala volt a felsőcsatári bányából. Zöldpala azonban a felszínen a Kőszegi-hegységben is előfordul két foltban, a Bozsok határában lévő Kalapos-kőnél és Velem Szent Viden.
A Kárpát-medencébe már a bronzművesség ismeretével érkező harangedényes kultúra hordozói Kr. e. 2400 körül tűnnek fel a környéken. A Répce menti Csepregen a kultúra egyik temetőjét, Bucsu község határában és Szombathely keleti elővárosának, Zanatnak a határában a kultúra településeit tárták fel.Bucsu község határában a harang alakú edények kultúráját jellemző csónak alakú házakat tártak fel. A harangedényes kultúra itteni hordozói a Lajta és a Mosoni-Duna közötti csoportból (Lajta-csoport vagy Ragelsdorf-Oggau csoport) váltak ki.
Ugyancsak a Lajta és a Mosoni-Duna közötti síkság volt egyik törzsterülete a nem sokkal ezután feltűnő Veteřov kultúra Lajta-Rába csoportjának, valamint a Lajtakátáról (németül: Gattendorf) és Mosonról (németül: Wieselburg) elnevezett Gáta-Wieselburg kultúrának. A Veteřov kultúra és a gátai kultúra közötti időrend megállapítása különös feladat elé állította a régészeket. A Fertő tó környékén a két kultúra települései ugyanis egymást váltották és noha mai ismereteink szerint a Veteřov kultúra a korábbi, a gátaiak a Veteřov rétegbe leásva temették el halottaikat. Így érthető, hogy egyes régészek a Veteřov kultúrához kapcsolják a Velem Szent Viden elsőként megtelepült népességet, míg mások inkább a gátai kultúrához tartozó bronzkereskedőknek tulajdonítják a Szent Vid iránti érdeklődés növekedését a középső bronzkorban. A Veteřov kultúra lelőhelyei között megtalálható a Kőszegi-hegységet nyugatról határoló Tauchenbach torkolatánál Pinkaóvárnál és a hegységet keletről határoló Gyöngyös-patak mentén Gyöngyösfalunál is.
Feltételezhető, hogy a rokon morvaországi Aunjetitz kultúra kialakulásához hasonlóan történt meg a Dunántúl északnyugati sarkában a gátai kultúra létrejötte. A gátai kultúra helyi előzményeként jelenik meg a szombathelyi csoport. A Gáta-kultúra határozott védelmi vonalakat, határokat alakított ki, a Rábáig terjedhetett. A Szent-Vid hegyen a késő bronzkori település nyomai a töretlenül folytatódó lakottságra utalnak. A velem-szentvidi bronzművesek a divatos ékszerek és mezőgazdasági eszközök mellett főként a harcosok számára készítettek nyílhegyeket, dárdavégeket és harci baltákat.

#### Vaskor
A késői kelta periódus jelentős építkezési munkálatokkal hagyott nyomot a vidéken, ami a bójok törzsi területéhez tartozott. Velem-Szentvid településének bronzkori virágzását követően a második látványos építési korszak erre az időre esik. A hegycsúcs nagy záró sáncait ekkor emelték, de utcáinak, belső építményeinek egy része is az i. e. utolsó században készült. Egy műhelyként meghatározható épület késői kelta kerámiái között római kori töredékeket is találtak, ez a település római kori továbbélését bizonyíthatja. A késői időszak kelta emlékei a földvár lábánál, Velem község területén is előkerültek. A római hadsereg a vidéket minden bizonnyal a Noricumi királyság részeként foglalta el. Ebben az esetben Velem-Szentvid városias kiépítettségű települését azonosítani kellene az írott forrásokból ismert noricumi városok valamelyikével. Nem valószínű, hogy e kövezett utakkal, kő-fa-föld kombinációjú erődítéssel, ivóvízzel ellátott, ipart és kereskedelmet űző nagy város az időszámítás kezdete körüli idők névtelen történelmi szereplője lett volna.

### Ókor
Az ókorban a Claudius császár által az első század közepén alapított és a 456. évi földrengésben elpusztult Savaria vízellátásában játszott pótolhatatlan szerepet. Úgy tűnik, hogy a Szent Vid hegytől délnyugati irányban Rohoncig több kútból induló vízvezetékek a mai Bucsu község határában egyetlen vezetékben egyesültek, Több mai település (pl. Bozsok) magja a vízvezeték őrzését szolgáló római kori castrum vagy őrtorony volt. Bozsokon a mai falu észak-dél irányú főutcájának nyugati házsora alatt húzódott a vízvezeték. A rómaiak már foglalkoztak borszőlő termesztésével a területen.

### Középkor
A Szent Vid-hegy neve szerepel 860. évi és 885. évi frank határjárások okmányaiban, melyek a terület akkori lakottságát támasztják alá. Valószínűleg a kereszténységre tért avarok utódai használták akkor az itteni, a frankok által Szent Vid névre felszentelt kápolnát. A magyar honfoglalás után a Tétény-Kál-Bogát-Bulcsú nemzetség törzsének szállásterülete volt a vidék. I. (Szent) István (997-1038) alatt Szent Vid vára a királyi várszervezet tagja. II. András (1205-1235) a Héder nemzetségnek adományozta a vidéket. E nemzetség két tagja Héder és Wolfer II. Géza király (1141-1161) uralkodása alatt érkeztek Magyarországra. Héder Győr közelében, a mai Héderváron telepedett le, Wolfer pedig Vas megyében nyert birtokot, a későbbi Németújvár helyén lévő hegyet. Wolfer unokája volt az a Németújvári Henrik, aki a II. Andrástól kapott új birtokon, az Ó-ház tetőn már akkor állott Kwszug nevű Felsővárral szemben a Gyöngyös-patak partján építette fel az Alsóvárat, ezzel megalapította Kőszeg városát. Ettől kezdve a család a Kőszegi nevet is használta. Kőszegi Nagy Henrik IV. Béla (1235-1270) hű szövetségese volt annak fia, a későbbi V. István elleni harcaiban. Így V. István hatalomra kerülése után, Henrik Kőszeg, Szent Vid, Szalónak, Kertes és Borostyánkő várakat átadta II. Ottokár cseh király hadainak és még 1270-ben Prágába menekült, majd IV. (Kun) László (1272-1290) alatt tér vissza újra a magyar király hűségére, de Kőszeg várát V. István hadai már 1271 tavaszán visszafoglalták, majd pedig a júliusban megkötött békeszerződésben II. Ottokár "lekötelezte magát, hogy mindazon várakat, melyek a pártos magyar urak segítségével birtokába jutott, visszabocsátja". 1278 augusztus 26-án a morvamezei Dürnkrutnál Közép-Európa szempontjából sorsdöntő csata zajlott le. Habsburg I. Rudolf és IV. László magyar király csapatai döntő vereséget mértek Ottokár hadaira. 1283-ban Rudolf elsőszülött fiának, az 1282-től osztrák és stájer hercegi címet viselő Albertnek adományozta Ottokár hűbérbirtokait. A Kőszegiek terjeszkedései így időközben Albert herceg érdekeit is sértették, aki ezért megtámadta és elfoglalta Szent Vid várát, amely a III. András (1290-1301) és Albert herceg közötti 1291. évi hainburgi békeszerződéssel került vissza magyar kézbe, de a békeszerződés egyúttal kötelezte is a magyar felet a vár lerombolására.
Az 1532. évi török ostrom idején Jurisics Miklós várkapitány és Kőszeg város vezetői úgy döntöttek, hogy befogadják az ostrom elől a várba menekülő környékbeli falvak lakóit, akik így a török elleni diadal részesei lettek.

### Jelenlegi népesség
Középhegységi területként gyéren települt vidék: lakossága 1435 fő (2001), népsűrűsége 24,7 fő/km². A hegység központi részein állandóan lakott település nem található, csupán a kistáj délkeleti részén csoportosul négy aprófalu: Bozsok, Cák, Kőszegszerdahely és Velem. A 2001. évi népszámlálás szerint a lakosság 83,0%-a római katolikus, 4,6%-a evangélikus, 2,4%-a református felekezetű. A magyar népesség számaránya 99% körüli, egyedül a német kisebbség képviselteti magát 0,6%-kal.
A hegység osztrák oldalán lévő kisebb településeket 1971-ben összevonták. Az osztrák oldalon lévő települések listája a következő:
- Répcekethely, hozzá tartozik Rendek és Rőtfalva,
- Léka, hozzá tartozik Hámortó, Hosszúszeg és Hosszúszeghuta is.
- Alsószénégető, hozzá tartozik: Gyöngyösfő, Weissenbach, Vágod, Felsőszénégető, Szalónakhuta
- Városszalónak, hozzá tartozik Góborfalva, Drumoly, Ószalónak, Felsőkethely. A város határában ma is működő antimonüzem van.
- Bándol, hozzá tartozik Füsthegy, Barátmajor, Rumpód, Felsőpodgoria, Parapaticshegy, Alsópodgoria (e három korábban önálló település még 1906 előtt egyesült Podgoria (a szó jelentése horvátul: Hegyalja) néven, Podgoriát 1906-ban Hármasfalunak) nevezték át), Sirokány, Kulcsárfalu, Polányfalva, Szabar.
- Városhodász, hozzá tartozik Óhodász is.
- Rohonc